# FK Altyn Asyr
O Futbol Kluby Altyn Asyr (Em turcomeno, Altyn Asyr futbol kluby) é um clube de futebol do Turcomenistão fundado em 2008 na cidade de Ashgabat. Disputa a primeira divisão do Campeonato Turcomeno de Futebol, também chamado no país de Liga dos Campeões do Turcomenistão. Foi campeão quatro vezes seguidas nos anos de 2014, 2015, 2016 e 2017. Conquistou também a Copa do Turcomenistão de 2009, 2015 e 2016 e tem feito participações regulares na Copa AFC. O time joga no Estádio Ashgabat.

## História
Fundado em 2008, o clube começou a participar do Campeonato Turcomeno e da Copa do Turcomenistão no mesmo ano. O clube iniciou a competir liderado por um diretor do Clube Umarguly Nurmamedove e treinado por Ali Gurbani.
A partir de 2012 o time passou a ser treinado por Bayram Durdyýewe chefiado por Gurbanmurat Hojageldiev. E já em 2013, somou 65 pontos, terminando o Campeonato Turcomeno de Futebol em terceiro lugar, garantindo a Medalha de Bronze.
No começo de 2014, liderada por Ýazguly Hojageldyyew, o clube contratou dois jogadores turcos de renome: Goçguly Goçgulyýew e Gurbangeldi Durdyýew, e terminou o ano conquistando pela primeira vez, o Campeonato Turcomeno de Futebol.
Estreou na Copa AFC em 2015, perdendo em casa para o Al-Saqr por 1 x 0. Mas em contra-partida venceu a SuperTaça de Turcomenistão e venceu o Şagadam FK em dezmbro conquistando o título da Copa do Turcomenistão de 2015.

## Títulos
- Campeonato Turcomeno de Futebol: 8 vezes
  - 2014,[2] 2015, 2016, 2017, 2018, 2019, 2020 e 2021.

- Copa do Turcomenistão:  5 vezes
  - 2009, 2015, 2016, 2019 e 2020

- SuperTaça de Turcomenistão:  5 vez
  - 2015, 2016, 2017, 2018, 2019